# Форт Џонсон Саут (Луизијана)
Форт Џонсон Саут (енгл. Fort Johnson South) насељено је место без административног статуса у америчкој савезној држави Луизијана.

## Демографија
По попису из 2010. године број становника је 9.038, што је 1.962 (-17,8%) становника мање него 2000. године.
| Група             | 2000.         | 2010.         |
| Белци             | 6.008 (54,6%) | 5.142 (56,9%) |
| Афроамериканци    | 3.045 (27,7%) | 1.834 (20,3%) |
| Азијати           | 236 (2,1%)    | 195 (2,2%)    |
| Хиспаноамериканци | 1.290 (11,7%) | 1.348 (14,9%) |
| Укупно            | 11.000        | 9.038         |